# CamScanner
CamScanner és una app per a telefòn mòbil, creada al 2011, que permet, tant iOS com a dispositius Android, ser utilitzats com a escàners d'imatge. Permet als usuaris "escanejar" documents (realitzant una foto amb la càmera del dispositiu) i compartir la imatge tant en JPEG com en PDF. Aquest app es troba disponible gratuïtament Google Play Store i App Store. La app es basa en el model freemium, amb una versió gratuïta que inclou publicitat i una versió premium amb funcions addicionals.

## Contribucions benèfiques
El 20 d'abril de 2020 CamScanner va anunciar que, a causa de la COVID-19, l'empresa havia habilitat lliurament remot per estudiants i educadors a cap càrrec addicional. Aquest fet va permetre als estudiants escannejar apunts i demés, així com modificar els documents en línia. A la vegada, els mestres eren capaços de convertir material electrònic a PDF o document de Word per tal de recollir i corregir els deures en línia.

## Laboratori Kaspersky
El 27 d'agost de 2019, la cyber empresa russa de seguretat Kaspersky va descobrir que versions recents de la app per a Android estava distribuint una biblioteca publicitària que contenia un Comptagotes Troià, el qual era també inclòs dins algun apps prenatalades en diversos mòbils xinesos. La biblioteca publicitària desencriptava un arxiu ZIP que subsegüentment descarregava els arxius addicionals de servidors, permetent el hackeig per controlar el dispositiu, mostrant publicitat intrusiva o cobrant va pagar subscripcions. Google va tancar la app després que Kaspersky informés sobre els seus descobriments. Una versió actualitzada del app amb la biblioteca publicitària está disponible a Google Play Store des del 5 de setembre de 2019. Kaspersky més tard va reconèixer "apreciem la disposició per cooperar que hem vist dels representants CamScanner, així com l'actitud responsable sobre la seguretat d'usuari que van demostrar mentre eliminaven l'amenaça…El mòduls malignes van ser trets del app immediatament, i Google Play ha restaurat el app."

## Índia
Al juny 2020, el Govern de l'Índia va prohibir CamScanner juntament amb 58 altres apps citant dada i assumptes d'intimitat.